# 今田新太郎
今田 新太郎（いまだ しんたろう、1896年（明治29年）7月5日 - 1949年（昭和24年）8月29日）は、日本の陸軍軍人。最終階級は陸軍少将。

## 経歴
東京府で、旧郡山藩士・剣道道場主、今田主悦の長男として生まれる。仙台陸軍地方幼年学校、中央幼年学校を経て、1918年（大正7年）5月、陸軍士官学校（30期）を卒業。同年12月、歩兵少尉に任官し近衛歩兵第4連隊付となる。1925年（大正14年）11月、陸軍大学校（37期）を卒業した。
1927年（昭和2年）7月、歩兵大尉に昇進し参謀本部付勤務となる。以後、参謀本部員、参謀本部付（支那研究員、奉天駐在）、参謀本部員、歩兵第49連隊大隊長、関東軍司令部付（満州国軍顧問部）、参謀本部員を務め、1937年（昭和12年）8月、歩兵中佐に進んだ。1938年（昭和13年）12月、台湾混成旅団参謀に発令され日中戦争に出征。同旅団参謀長、第21軍参謀を務め、1939年（昭和14年）8月、歩兵大佐に昇進。南支那方面軍参謀を経て、1940年（昭和15年）3月、歩兵第73連隊長に転じ朝鮮に赴任した。
1941年（昭和16年）3月、第36師団参謀長に発令され、中国の諸作戦に参加。1943年（昭和18年）8月、陸軍少将に進級した。1943年に第36師団はニューギニアに転用されニューギニアの戦いに参加。1945年（昭和20年）4月、第2軍参謀長に発令されたが戦況悪化のため赴任できず、同年5月、第36師団参謀長に再任され終戦を迎えた。1946年（昭和21年）12月に復員した。
1947年（昭和22年）11月28日、公職追放仮指定を受けた。墓所は多磨霊園。

## 親族
- 義弟 磯田幾三郎（陸軍少佐）